# Toa Baja
Toa Baja ist eine der 78 Gemeinden von Puerto Rico.
Die Gemeinde liegt nördlich von Toa Alta und Bayamón, östlich von Dorado und westlich von Cataño.

## Gliederung
Die Gemeinde ist in 6 Barrios aufgeteilt:
- Ingenio
- Candelaria
- Media Luna
- Sábana Seca
- Toa Baja Pueblo
- Palo Seco

## Kultur und Sehenswürdigkeiten

### Sehenswürdigkeiten
- El Cañuelo bzw. Fortín San Juan de la Cruz (Festung Heiliger Johannes vom Kreuz)

### Bauwerke
- Punta Salinas Radar Anlagen auf der Halbinsel Isla de las Palomas Lage von 2 Radomen bzw. Lage eines Radoms
- Sábana Seca Naval Base, bis 1999 mit Wullenweber-Kreisantennenanlage Lage der Wullenweber-Kreisantennenanlage